# Gwanak (métro de Séoul)
Gwanak (hangeul : 관악 ; hanja : 冠岳, sous nommée (Anyang Art Park)) est une station de passage de la ligne 1 du métro de Séoul. Elle est située au 46 Gyeongsudaero 1273beon-gil, dans le quartier Seoksu 1-dong de l'arrondissement Manan-gu (en) de la ville Anyang-si, dans la province Gyeonggi-do, au sud-ouest de la ville de Séoul en Corée du Sud.
Ouverte en 1974, elle est desservie par les rames du service omnibus de la ligne 1.

## Situation sur le réseau

Plan du réseau (2023)

Établie en surface, la station Gwanak est une station de passage de la ligne 1 (branche Guro-Sinchang) du métro de Séoul, elle est située : entre la station Seoksu, en direction du terminus nord-est Yeoncheon, et la station Anyang, en direction du terminus sud-ouest Sinchang.

## Histoire
La station Gwanak est mise en service le 15 août 1974, lors de l'ouverture à l'exploitation de la section de Seoul à Suwon, dite ligne Gyeongbu, de la nouvelle ligne 1 du métro de Séoul,,,.

## Services aux voyageurs

### Accès et accueil
La station est établie au 46 Gyeongsudaero 1273beon-gil, dans le quartier Seoksu 1-dong. Elle dispose de deux bouches numérotées 1 et 2.

### Desserte
Gwanak, est desservie par les rames du service omnibus de la ligne 1. Elle dispose de deux quais centraux équipés de portes palières.

Installations
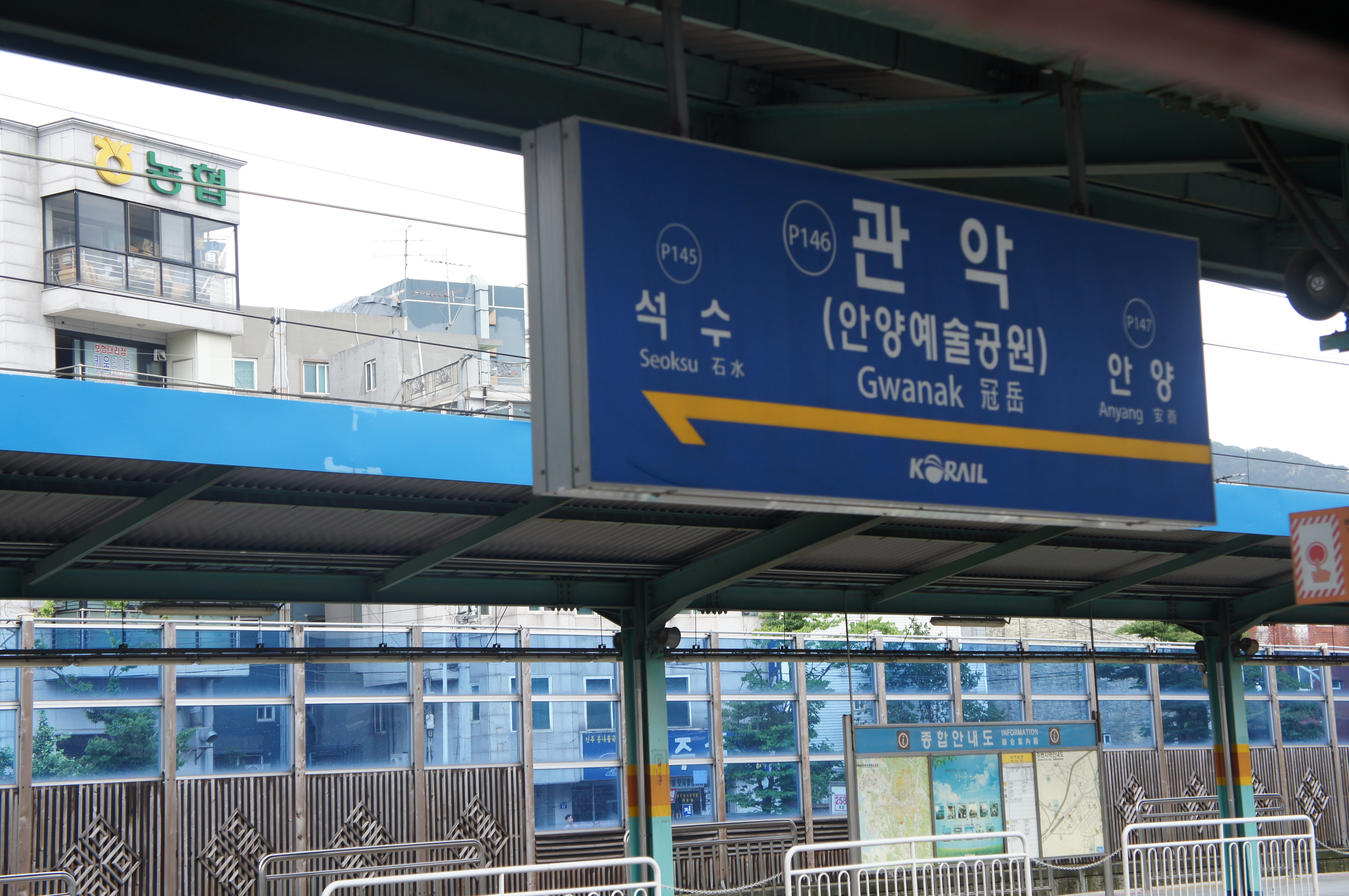
En 2013.
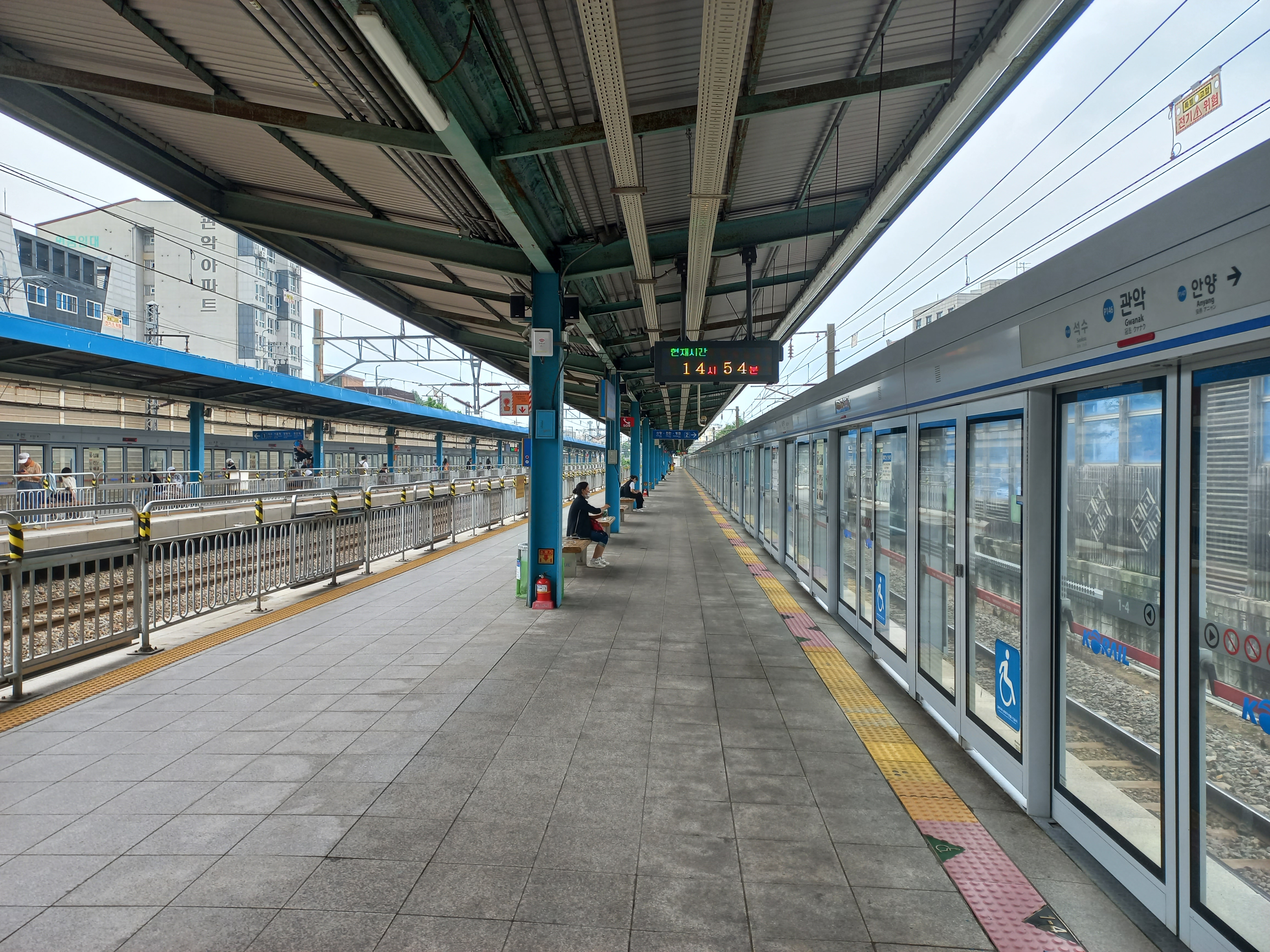
En 2023.

### Intermodalité
Des arrêts de bus sont situés à proximité

## À proximité
Elle dessert notamment le Parc sportif de Seoksu, mais aussi : bouche 1 : le Marché Seoksu et bouche 2 : l'Université nationale d'éducation de Gyeongin (campus d'Anyang) et l' école primaire de Samseong.